# Alessandro Martire
Alessandro Martire (Como, 12 luglio 1992) è un pianista e compositore italiano.

## Biografia
Inizia lo studio del pianoforte all'età di 11 anni, successivamente sotto la guida del pianista e compositore M° Giusto Franco. Nel 2012 frequenta il Berklee College of Music di Boston, specializzandosi in composizione new age.. Nel 2015 in occasione dell'uscita del primo disco Melodia di vita chiude la stagione concertistica dell'Università commerciale Luigi Bocconi e si esibisce presso il New Musical Art Philarmonic Hall di Mosca. Nello stesso anno a Como fonda Infinity Sound, un'associazione no profit che si prefigge di ideare, sviluppare, promuovere eventi e progetti per ragazzi con diverse disabilità e per persone ex normodotate tra cui Infinity Ensemble, Infinity Village, Infinity Sound Earth ed Infinity Sound Theatre. Il 9 settembre 2016, in occasione dell'uscita del nuovo album Flames of Joy si esibisce durante la sesta edizione delle 24 ore di eleganza, presso il Palazzo bianco di Belgrado alla presenza del Principe ereditario di Serbia Alessandro e alla principessa Katherine. Nello stesso anno si laurea in Scienze Politiche Internazionali presso l'Università degli Studi di Milano.
Nel 2017 firma un contratto editoriale con Ultra International Music Publishing, casa editrice musicale multinazionale statunitense mentre nel 2019 firma un contratto discografico con l'etichetta discografica indipendente italiana Carosello Records
Dal 2019 fonda Lake Endless Joy Festival e il format Floating Waves Concert sul lago di Como, un festival per il rilancio del territorio comasco attraverso iniziative culturali internazionali. Il Floating Waves Concert consiste in uno spettacolo galleggiante in movimento eseguito sul lago di Como suonando il pianoforte Waves, realizzato da lui stesso con la collaborazione di artigiani di Cantù.
Il 22 aprile 2020 il video del brano Share the world è stato lanciato in anteprima sui canali social ufficiali facebook e Instagram di National Geographic (Italia) in occasione dei 50 anni della giornata della terra come intersigla della maratona live streaming a tema Cosa ci dice la terra
Il 18 dicembre 2020 esce una versione arrangiata al pianoforte di Last Christmas degli Wham! per la Carosello Records; in corredo al brano viene pubblicato il videoclip, registrato al Teatro Sociale di Como..
Ha presentato il brano Heart dell'album Share the World esibendosi sul lago ghiacciato di Staz a St. Moritz, accompagnato dalla performance della pattinatrice Felicitas Joy Fischer.
Nel 2021 realizza il format Ice Waves Experience che lo vede protagonista in contesti montani come vette alpine, ghiacciai e laghi ghiacciati. Il format viene riproposto con una spedizione alle isole svalbard in Norvegia
Nello stesso anno suona la sua composizione inedita Aria durante la partecipazione al video per lo svelamento dell'emblema dei giochi olimpici di Milano Cortina d'Ampezzo 2026. 
L’edizione del Floating Waves Concert del 2021 andata in onda sulla piattaforma TikTok Live è risultata la terza classificata come numero di spettatori dietro ai Måneskin e Andrea Griminelli.
Compone la colonna sonora del Cortometraggio Ottocentonovantasei nuvole diretto da Andrea Basile e premiato come Best Documentary al Nursind Care Film Festival, Best Short Movie all’APOR Film Festival, Press Awards al Wolf Film Festival, Territori Award al Malescort
Nel 2021 vengono reinterpretati quattro brani dell'album Share the world con il coinvolgimento dei dj John Talabot, Havoc & Lawn, Mathame e BLR in un connubio tra musica classica contemporanea e musica dance/elettronica
A febbraio 2022 si esibisce nel format Ice Waves Experience presso Champoluc a 3000 metri di altitudine.
A maggio 2022 compone Flowers, ispirata al roseto Domaine de la Rose di Lancôme., a giugno e luglio 2022 porta il suo pianoforte Waves e la sua musica a Venezia per Floating Waves Venice, le cave di marmo di Carrara e sulle terrazze del Duomo di Milano e a novembre dello stesso anno a Plan de Corones per un progetto in collaborazione con Woolrich e Wanderlust. Sempre a novembre 2022 ha illustrato i contesti in cui porta la sua musica durante l'evento TEDx Lake Como
Il 25 novembre 2022 esce l'album Wind of Gea, iniziato a scrivere nei primi mesi dell'anno 2020 durante il lockdown. Alcuni brani sono stati presentati in anteprima durante la IV edizione del Lake Endless Joy Festival e in quell'occasione viene intervistato da Forbes US  Il video del brano Larme è stato registrato nel Charyn Canyon in Kazakistan, nazione con cui è nata una collaborazione nella persona dell'Ambasciatore d’Italia in Kazakistan e Kirghizistan Marco Alberti.
Il 4 dicembre 2023 si è esibito al Wasl Plaza nell'Expo City Dubai - Emirati Arabi Uniti con un concerto dal titolo The Future  of Nature nell'ambito di COP28 UAE 
Nel 2024 sono usciti i singoli Desert reflections ispirato al deserto dei pinnacoli nel Western Australia e Luminous gardens ispirato ai giardini luminosi riflessi dal lago di Como.
Il 17 febbraio 2025 è uscito il nuovo EP Longing in collaborazione con il musicista di Brooklyn
BAILE sotto l’etichetta discografica inglese Anjunachill. Il 25 aprile 2025 ha tenuto un concerto con i Flavours Quartet del Yong Siew Toh Conservatory of Music presso il Singapore Botanical Gardens, patrimonio Unesco, in occasione dei 60 anni di relazioni diplomatiche tra Italia e Singapore nell'ambito di un progetto di cooperazione culturale tra i due Paesi  

## Discografia

### Album in studio
- 2015 – Melodia di vita (Soundiva)
- 2016 – Flames of Joy (Alessandro Martire Records)
- 2020 – Share the World (Alessandro Martire) (Carosello Records)
- 2022 – Wind of Gea (Carosello Records)

### EP
- 2025 - Longing (con BAILE) (Anjunachill)

### Singoli
- 2016 – Bright Sky
- 2019 – Truth
- 2020 – Lej
- 2020 – Ena
- 2020 – Last Christmas
- 2021 – Aria (Piano Solo)
- 2021 – Breath (Mathame Remix)
- 2021 – Shadows of Desire (Havoc & Lawn Remix)
- 2021 – Truth (BLR Remix)
- 2021 – A Turn of the Page (John Talabot remix)
- 2022 - Flowers
- 2023 - The Future of Nature
- 2024 - Desert reflections
- 2024 - Luminous Gardens

## Tournée
- 2015 – Da sempre in Tour: concerti presso l'Università commerciale Luigi Bocconi di Milano, in Italia, in Indonesia[30] Singapore, Russia e Germania
- 2016 – Flames of Joy Tour: 12 concerti in Etiopia, Australia, Sudafrica,[31] Emirati Arabi, Hong Kong,[32] Cina, Corea del Sud, Indonesia, Italia, Slovacchia
- 2017 – Flames of Joy Tour 2.0: concerti in Giappone e Vietnam[33]
- 2018 – Flames of Joy World Tour 3.0: concerti in Russia, Polonia e Giappone

## Riconoscimenti
- 2020 – Nations Award - XIV Premio Cinematografico delle Nazioni[34][35]
- 2020 – Premio internazionale ISFOA alla Carriera[36]